# Macrotrachela tuberilabris
Macrotrachela tuberilabris är en hjuldjursart som beskrevs av De Koning 1947. Macrotrachela tuberilabris ingår i släktet Macrotrachela och familjen Philodinidae. Inga underarter finns listade i Catalogue of Life.